# Суоккаанвирта
Су́оккаанви́рта (фин. Suokkaanvirta) — река в России, протекает по территории Выборгского района Ленинградской области. Длина реки — 2 км.
Река берёт начало из Краснохолмского озера на высоте 0,5 м над уровнем моря и далее течёт преимущественно в юго-западном направлении по заболоченной местности. В среднем течении протекает через озеро Конское , в которое впадает река Петровка.
Впадает на высоте нижн 0,3 м над уровнем моря в Новинский залив, являющийся частью системы Сайменского канала, выходящего в Финский залив.
Населённые пункты на реке отсутствуют.
Код объекта в государственном водном реестре — 01030000312002000029562.